# Піраміда G3-b

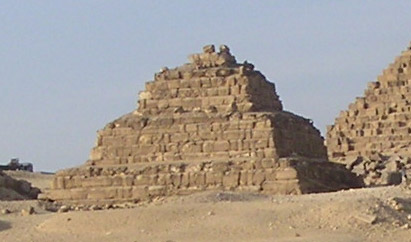
Піраміда G3b

G3b (також G3b, G3 b, GIIIb) — одна з трьох пірамід-супутниць піраміди Мікерина. Розташована на південь від піраміди Мікерину в Некрополі Гізи. Стоїть між пірамідами G3-a і G3-c. Побудована за часів IV династії, імовірно для однієї з дружин Мікерина. Поверхня піраміди ступінчаста, складається з 4 зменшувальних до вершини платформ. Розмір основи піраміди 31,5 м, висота 21,2 м. Вхід в піраміду розташований з північного боку.

## Галерея

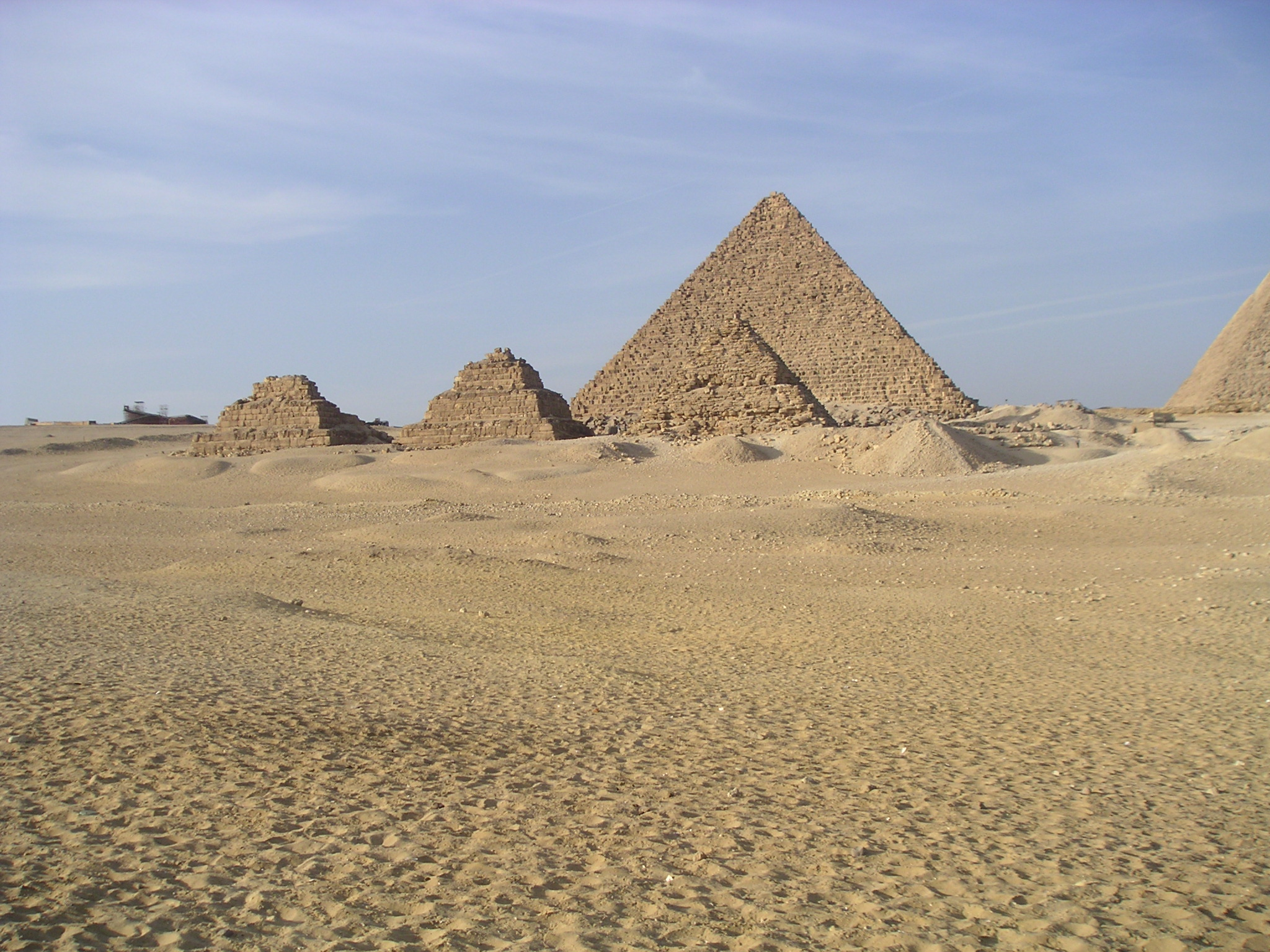
Загальний план пірамід-супутниць
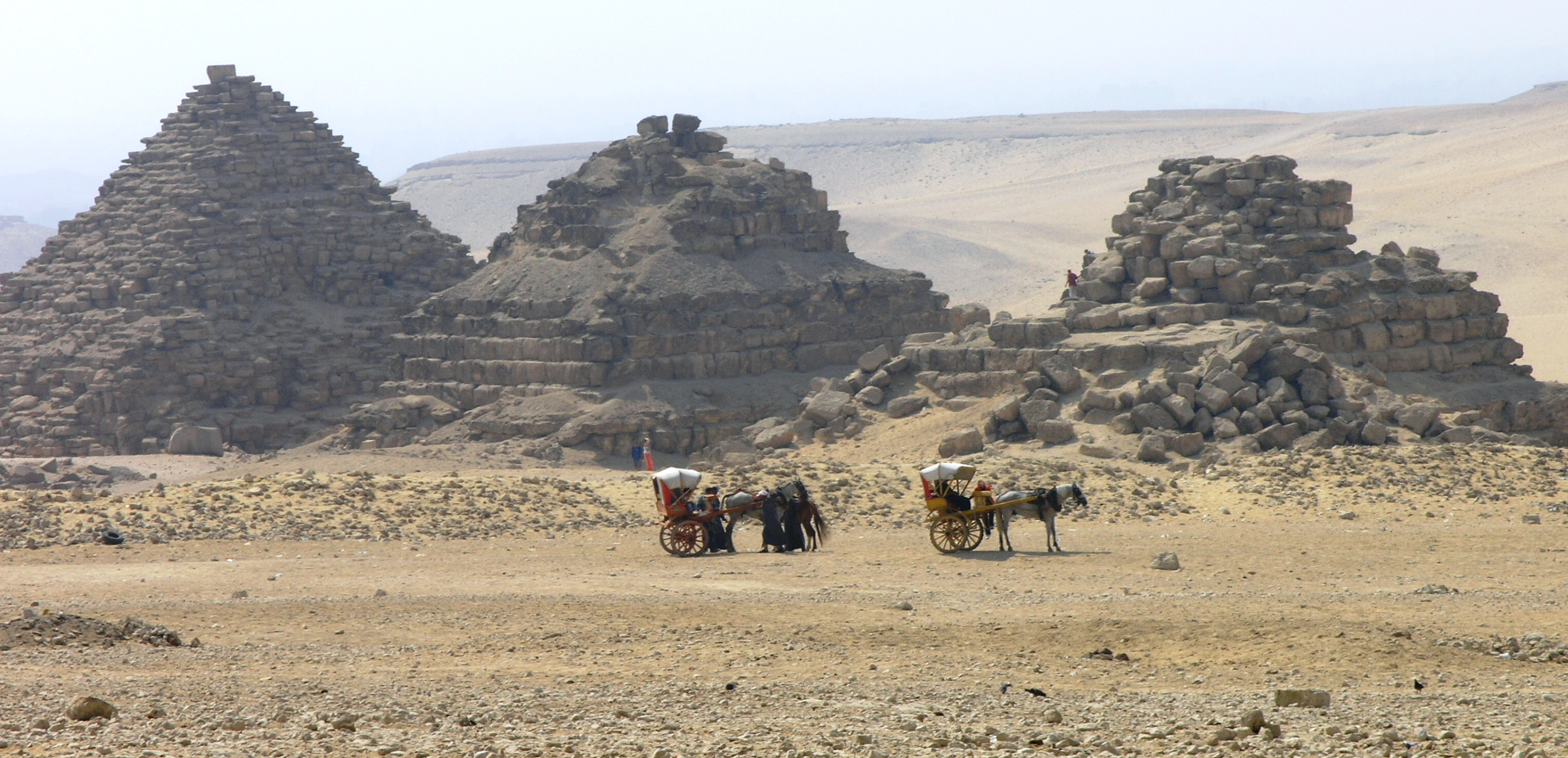
Загальний план пірамід-супутниць